# Сліденко Тамара Петрівна
Тамара Петрівна Сліденко (рос. Тамара Петровна Слиденко, з дому Пиркова (Пыркова), 18 лютого 1939, Казань, Татарстан, СРСР) — радянська баскетболістка. Усю кар'єру провела в «Буревіснику» (Ростов-на-Дону), була його капітаном. Чемпіонка світу (1964, 1967), чемпіонка Європи (1962, 1964, 1966, 1968) в складі збірної СРСР.
Переможниця Літньої Універсіади 1965. Заслужений майстер спорту СРСР (1965), в 1962-1968 рр. входила до складу збірної команди СРСР. Нагороджена орденом Трудового Червоного Прапора.
Заслужений працівник фізичної культури Російської Федерації. Віцепрезидент Федерації баскетболу Росії, віцепрезидент Ростовської обласної Федерації баскетболу.

## Кар'єра
Народилася в Казані 1939 року. Перша тренер — Ніна Миколаївна Савощенко.
У складі збірної РРФСР стала бронзовим призером Спартакіади народів СРСР 1967.
Має дві вищі освіти. Закінчила факультет фізичного виховання Ростовського педагогічного інституту, а також планово-економічний факультет Ростовського інституту народного господарства.
Викладала фізичну культуру в Ростовському електротехнічному коледжі.